# Vaudreuil-Dorion
Vaudreuil-Dorion är en stad (kommun av typen ville) i provinsen Québec i Kanada. Den ligger i regionen Montérégie, i den sydöstra delen av landet, 130 km öster om huvudstaden Ottawa.